# Tazza Maltija
La Meridianbet Coppa di Malta (in maltese Tazza Maltija) è la coppa nazionale calcistica maltese. È il secondo torneo del campionato maltese di calcio per importanza dopo la Premier League. Viene disputata annualmente dal 1935 e comprende attualmente tutte le squadre partecipanti alle prime due divisioni del campionato maltese di calcio, oltre alcune appartenenti alla terza divisione (National Amateur League) ed altre affiliate alla Federazione calcistica di Gozo (GFA).
La squadra più titolata è lo Sliema Wanderers con 22 affermazioni.
La squadra vincitrice del trofeo ottiene il diritto di partecipare al secondo turno di qualificazione della UEFA Europa Conference League, e di disputare la Supercoppa di Malta con la compagine vincitrice del campionato.

## Storia

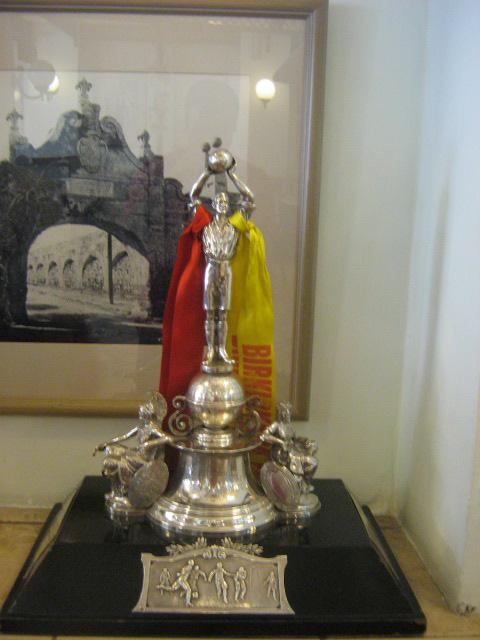
Vecchia versione del trofeo della Coppa di Malta (in uso dal 1933 al 2016).

L'esordio della competizione è datato 1933, quando la Football Association inglese decise di donare un trofeo alla controparte maltese, come ringraziamento per aver sostenuto la nazionale inglese in occasione del primo incontro contro quella italiana disputatosi a Roma in quell'anno. 
L'esordio ufficiale della competizione, modellato sullo stile della FA Cup inglese con singole gare ad eliminazione diretta, è datato 1935, e vide affermarsi gli Sliema Wanderers come prima squadra vincitrice.
Dall'edizione 2011-12 la competizione comprende tutte le squadre delle quattro divisioni calcistiche maltesi, oltre a quelle della prima e seconda divisione del campionato di Gozo. Da quella data il risultato più rimarchevole nella competizione per i club della piccola isola, affiliata alla federazione maltese, è stato quello dei S.K. Victoria Wanderers, riusciti ad arrivare fino alle semifinali dell'edizione 2016-17.
Nel 2016, in occasione di una partita con la nazionale inglese valida per le qualificazioni al Mondiale 2018, la Federazione maltese ha annunciato la sostituzione del vecchio trofeo originale, ormai deterioratosi con gli anni. Gli Sliema Wanderers sono pertanto anche l'ultima squadra ad aver sollevato la vecchia coppa, dopo la loro vittoria nel 2016.
Le edizioni 2020 e 2021 della manifestazione sono state interrotte e poi terminate anticipatamente a causa del blocco delle manifestazioni sportive imposto dalle autorità sanitarie maltesi a seguito della pandemia di COVID-19 a Malta.

## Riepilogo
| Squadra          | Vittorie | Secondi posti | Anni vittorie |
| ---------------- | -------- | ------------- | --- |
| Sliema Wanderers | 22       | 21            | 1935, 1936, 1937, 1940, 1946, 1948, 1951, 1952, 1956, 1959, 1963, 1965, 1968, 1969, 1974, 1979, 1990, 2000, 2004, 2009, 2016, 2024 |
| Floriana         | 21       | 13            | 1938, 1945, 1947, 1949, 1950, 1953, 1954, 1955, 1957, 1958, 1961, 1966, 1967, 1972, 1976, 1981, 1993, 1994, 2011, 2017, 2022       |
| Valletta         | 14       | 14            | 1960, 1964, 1975, 1977, 1978, 1991, 1995, 1996, 1997, 1999, 2001, 2010, 2014, 2018                                                 |
| Hibernians       | 11       | 11            | 1962, 1970, 1971, 1980, 1982, 1998, 2006, 2007, 2012, 2013, 2025                                                                   |
| Birkirkara       | 6        | 7             | 2002, 2003, 2005, 2008, 2015, 2023                                                                                                 |
| Ħamrun Spartans  | 6        | 4             | 1983, 1984, 1987, 1988, 1989, 1992                                                                                                 |
| Żurrieq          | 1        | 2             | 1985 |
| Rabat Ajax       | 1        | 1             | 1986 |
| Melita           | 1        | 1             | 1939 |
| Balzan           | 1        | 1             | 2019 |
| Gżira Utd        | 1        | -             | 1973 |